# Tomáš Šupa
Tomáš Šupa (* 22. května 1977 Bratislava) je český podnikatel a investor. Patří k významným českým podnikatelům v oblasti vinařství, podle serveru Lidovky.cz kontroluje zhruba desetinu českého trhu s vínem, celkově prodá více než 20 milionů vína ročně. Jeho další aktivity spadají například do oblasti módního průmyslu a působí jako managing partner ve finanční skupině

## Kariéra a podnikání
Prvním významným působením Tomáše Šupy po ukončení studia na gymnáziu v Hodoníně byla koncem devadesátých let práce konzultanta ve slovenské společnosti Istrokapitál, kde se seznámil se slovenským podnikatelem Antonem Siekelem. V roce 2006 Siekel založil mezinárodní investiční skupinu FPD Group, kde Šupa působí jako managing partner.
V současné době jeho podnikatelské aktivity zasahují do těchto tří oblastí:
- výroba (závody a distribuční společnosti včetně Vinařství Mutěnice, Vinařství Neoklas Šardice, Víno Pezinok, likérka Fleret aj.)
- real estate (FPD Corporation)
- retail (provozovatel obchodů módních značek Hugo Boss, GEOX, Mango, Armani Exchange, Weekend Max Mara aj. na českém a slovenském trhu

Za krádež 45 tun vinných hroznů byl v červnu 2023 pravomocně odsouzen k tříletému trestu odnětí svobody podmíněně odloženému na zkušební dobu pěti let a k pokutě jeden milion korun. Společnost Neoklas Šardice byla v téže věci potrestána dvoumilionovou pokutou.